# Hate (gruppo musicale)
Gli Hate sono un gruppo musicale blackened death metal polacco, fondato nel 1990 a Varsavia dal chitarrista e cantante Adam "ATF Sinner" Buszko, dal chitarrista Andrzej "Quack" Kułakowski e dal batterista Piotr "Mittloff" Kozieradzki. La formazione della band ha subito diversi cambiamenti nel corso degli anni e attualmente è composta esclusivamente da Adam Buszko e dal batterista Daniel Rutkowski. La band ha pubblicato undici album in studio sino ad oggi, oltre a una serie di demo ed EP. Il loro album più recente, Auric Gates of Veles, è stato pubblicato il 14 giugno 2019 dalla Metal Blade Records.

## Storia del gruppo
Gli Hate si sono formati a Varsavia, in Polonia, nel 1990 dal chitarrista e cantante Adam The First Sinner, dal chitarrista Quack e dal batterista Mittloff. Tra il 1990 e il 1995 la band ha registrato tre demo: Aborrence (1992), Evil Art (1994) e Unwritten Law (1995). Nel 1996 gli Hate hanno firmato il loro primo contratto discografico con una piccola etichetta underground, Novum Vox Mortiis, che pubblicò i loro primi due album, Deamon Qui Fecit Terram (1996) e Lord Is Avenger (1997) in Polonia.
Nel 2000 gli Hate hanno pubblicato il mini-album Victims attraverso l'etichetta polacca Metal Mind Records. Nello stesso anno, i concerti con gli Immolation portarono la band all'attenzione dell'etichetta americana Dwell Records, che ha deciso di inserire la loro cover di "Postmortem" degli Slayer nella compilation Gateways To Hell: Tribute To Slayer (Vol. 2). Ciò ha portato gli Hate a firmare il loro primo contratto discografico fuori dalla loro patria con la WW3/Mercenary Music che ha pubblicato una compilation degli album Lord Is Avenger, Victims e Holy Dead Trinity nel 2001.
Il 2002 vide l'uscita del successivo album della band, Cain's Way, per la WW3/Mercenary Music negli Stati Uniti e su Blackend Records in Europa. Al momento dell'uscita europea la band ha subito un cambio nella formazione, con il chitarrista Ralph e il batterista Mittloff sostituiti rispettivamente da Kaos e Hellrizer.
Nel 2004 gli Hate hanno pubblicato Awakening of the Liar per la Listenable Records in Europa e per la Mercenary Music negli Stati Uniti.
La band ha registrato il quinto album Anaclasis: A Haunting Gospel of Malice and Hatred tra il giugno e il luglio del 2005 all'Hertz Studio di Białystok, in Polonia.  Il disco è stato pubblicato il 25 ottobre 2005 dalla Empire Records. L'album ha ricevuto recensioni positive dalla critica musicale, con Blabbermouth che ha sottolineato come la musica "è indicativa di una band che ha plasmato una propria identità. È ben strutturata, ma non eccessivamente tecnica, e mette in mostra un po' più di melodia e un suono di chitarra più pulito."
La band è entrata in Hertz Studio nell'agosto 2007 per registrare il loro sesto album, Morphosis , che è stato pubblicato il 4 febbraio 2008 attraverso Listenable Records. L'album ha ricevuto recensioni positive da parte della critica musicale.

## Formazione

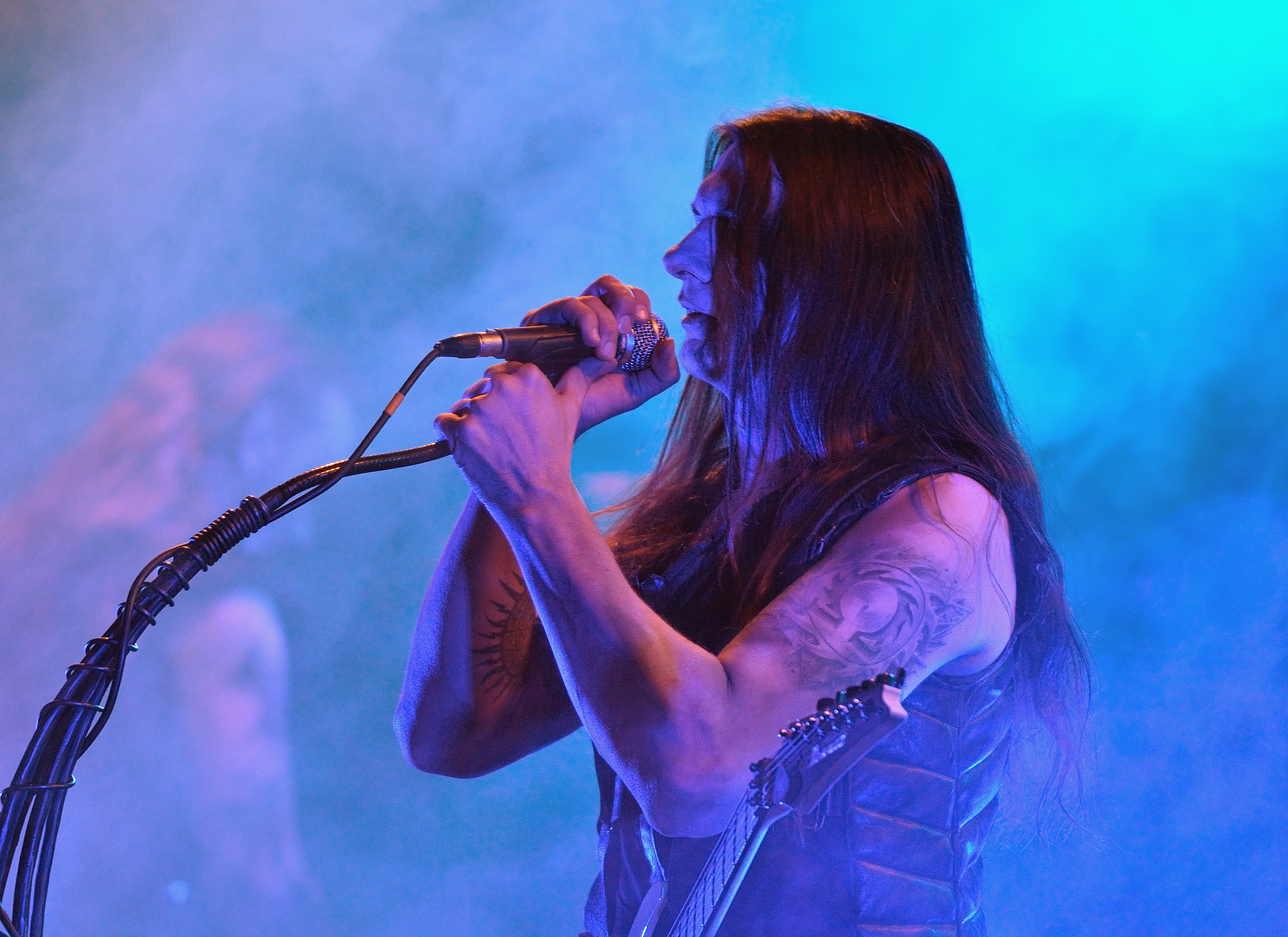
Adam Buszko, cantante e leader del gruppo, 2015

- Adam "ATF Sinner" Buszko - chitarra, basso, synth, voce (1990-presente)
- Daniel Rutkowski - batteria (2020-presente)

### Ex componenti
- Konrad "Destroyer" Ramotowski - chitarra (2006-2015)
- Kamil "Hellbeast" Kondracki - chitarra
- Stanisław "Hexen" Malanowicz - batteria (2006-2014)
- Paweł Jaroszewicz - batteria (2014-2020)
- Dariusz "Hellrizer" Zaborowski - batteria
- Piotr "Kaos" Jeziorski - chitarra ritmica
- Piotr "Mittloff" Kozieradzki - batteria (Riverside)
- Ralph - chitarra solista
- Andrzej "Quack" Kułakowski - chitarra solista
- Daniel - basso
- Marcin "Martin" Russak - basso, voce
- Tomasz "Cyklon" Węglewski - basso (live)
- Cyprian Konador  - basso
- Łukasz "Lucas" Musiuk - chitarra
- Sławomir "Mortifer" Kusterka - basso (2007-2013)

## Discografia
Album in studio
- 1996 - Deamon Qui Fecit Terram
- 1998 - Lord Is Avenger
- 2002 - Cain's Way
- 2003 - Awakening of the Liar

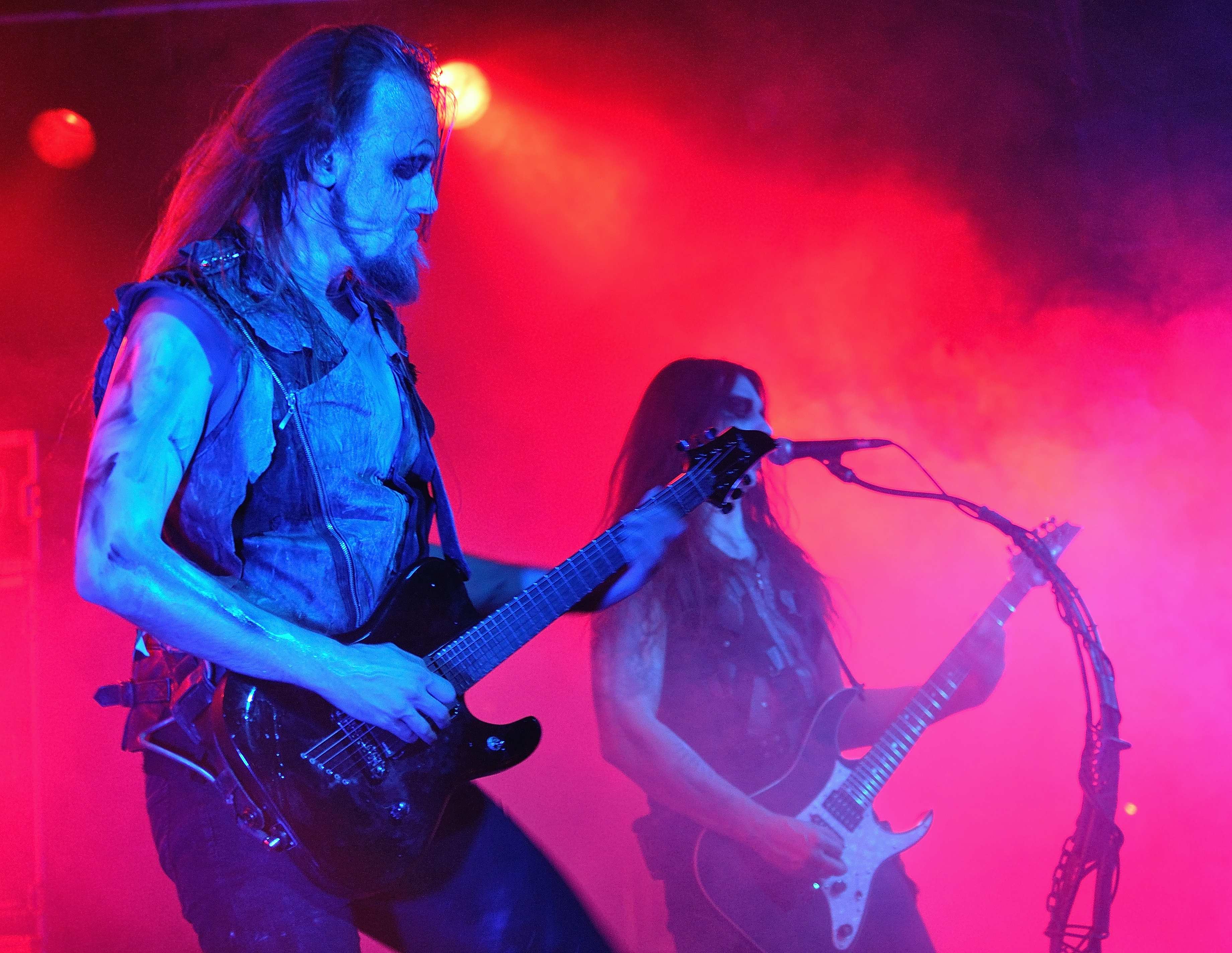
Hate, 2015

- 2005 - Anaclasis: A Haunting Gospel of Malice and Hatred
- 2008 - Morphosis
- 2010 - Erebos
- 2013 - Solarflesh - A Gospel of Radiant Divinity
- 2015 - Crusade:Zero
- 2017 - Tremendum
- 2019 - Auric Gates of Veles

Raccolte
- 1999 - Evil Decade of Hate
- 2000 - Gateways to Hell: Tribute to Slayer
- 2001 - Holy Dead Trinity

Demo
- 1992 - Abhorrence
- 1994 - Evil Art
- 1995 - The Unwritten Law

EP
- 1999 - Victims

Video
- 2004 - Litanies of Satan